# Фріц Нетер
Фріц Александер Ернст Нетер (нім. Fritz Alexander Ernst Noether; 7 жовтня 1884, Ерланген, Німецька імперія — 10 вересня 1941, Медведівський ліс) — німецький математик єврейського походження.

## Життєпис
Син Макса Нетера, професора математики в Ерлангені, молодший брат знаменитого математика Еммі Нетер, батько математика Готфріда Нетера (1915—1991) і хіміка Германа Д. Нетера (1912—2007).
Після приходу до влади нацистів в Німеччині, Нетер, який був професором Технічного університету в Бреслау, як єврей втратив можливість працювати в Німеччині. Тому в 1934 році він виїхав до Радянського Союзу, де став професором Томського університету .
У листопаді 1937 року він був заарештований в своєму будинку в Томську і 23 жовтня 1938 засуджений до 25 років позбавлення волі за звинуваченням у шпигунстві на користь Німеччини. Його синів — Германа і Готфріда — в березні 1938 року було вислано з СРСР. У в'язниці Фріц був звинувачений в «антирадянській пропаганді» та 8 вересня 1941 засуджений до смертної кари і був розстріляний в Медведівському лісі біля міста Орел.
У 1988 році Верховний суд СРСР повністю його реабілітував.